# Aeroportul Barcelona–El Prat
Aeroportul Barcelona–El Prat (în catalană Aeroport Josep Tarradellas Barcelona – el Prat) (IATA: BCN, ICAO: LEBL) este un aeroport din El Prat de Llobregat, Baix Llobregat, Àmbit metropolità de Barcelona⁠(d), Provincia Barcelona, Catalonia, Spania ce deservește zona Barcelona. Aeroportul a fost tranzitat în 2023 de 49.909.544 de pasageri. A fost deschis în 1916 și numit după El Prat de Llobregat.
Situat la o altitudine de 4 m, aeroportul dispune de 3 piste și ocupă o suprafață de 13.000.000 m². Este operat de Aena⁠(d).

## Infrastructură

### Piste
Aeroportul dispune de 3 piste: 
- pista 06L/24R din asfalt[*], cu dimensiunile 3.352 m × 60 m
- pista 02/20 din asfalt[*], cu dimensiunile 2.528 m × 45 m
- pista 06R/24L din asfalt[*], cu dimensiunile 2.660 m × 60 m

### Terminale
Aerogara are în componență 2 terminale, Terminal 1⁠(d) și Terminal 2⁠(d).

## Destinații
La momentul actual (sept 2024) următoarele aeroporturi din România au legătruri directe cu acest aeroport: Bacău, Brașov, București, Cluj-Napoca, Iași, Timișoara.